# Wolfgang Scheidel
Wolfgang Scheidel (Erlabrunn (Breitenbrunn), 27 augustus 1954) is een voormalig Oost-Duitse rodelaar.
Scheidel won samen met Thomas Köhler in 1965 de wereldtitel in het dubbel in Davos.
Tijdens de Olympische Winterspelen 1968 werd Scheidel gediskwalificeerd. Tijdens de wereldkampioenschappen van 1969 en 1970 won Scheidel de bronzen de medaille.
Tijdens de Olympische Winterspelen 1972 in het Japanse Sapporo won Scheidel de gouden medaille individueel.

## Resultaten

### Wereldkampioenschappen
| Jaar | Plaats    | Resultaat   |
| ---- | --------- | ----------- |
| 1965 | Davos     | dubbel      |
| 1969 | Königssee | individueel |
| 1970 | Königssee | individueel |

### Olympische Winterspelen
| Jaar | Plaats   | Resultaat      |
| ---- | -------- | -------------- |
| 1968 | Grenoble | DQ individueel |
| 1972 | Sapporo  | individueel    |

1964: Thomas Köhler ·
1968: Manfred Schmid ·
1972: Wolfgang Scheidel ·
1976: Dettlef Günther ·
1980: Bernhard Glass ·
1984: Paul Hildgartner ·
1988: Jens Müller ·
1992: Georg Hackl ·
1994: Georg Hackl ·
1998: Georg Hackl ·
2002: Armin Zöggeler ·
2006: Armin Zöggeler ·
2010: Felix Loch ·
2014: Felix Loch ·
2018: David Gleirscher ·
2022: Johannes Ludwig